# Charagochilus gyllenhalii
Charagochilus gyllenhalii är en insektsart som först beskrevs av Carl Fredrik Fallén 1807.  Charagochilus gyllenhalii ingår i släktet Charagochilus, och familjen ängsskinnbaggar. Arten är reproducerande i Sverige.